# Live at Austin City Limits Festival
Live at Austin City Limits Festival  es un álbum en directo del músico norirlandés Van Morrison publicado exclusivamente y de forma limitada a través de su página web oficial por Exile Records en noviembre de 2006. El álbum fue grabado en directo en el concierto de apertura del Austin City Limits Festival el 15 de septiembre de 2006. Dicha aparición en el festival dio cierre a la gira de promoción de su anterior álbum, Pay the Devil, que había comenzado el 7 de marzo de 2006 con el primer concierto de Morrison en el Ryman Auditorium de Nashville, Tennessee.
La actuación de Van Morrison en el festival fue calificada como uno de los diez mejores conciertos en Austin City Limits por la revista musical Rolling Stone.

## Lista de canciones
Todas las canciones escritas y compuestas por Van Morrison excepto donde se anota. 
| Disco uno |                           |                                |          |  |
| N.º       | Título                    | Escritor(es)                   | Duración |  |
| 1.        | «Back on Top»             |                                | 5:45     |  |
| 2.        | «Big Blue Diamonds»       | Earl J. Carson                 | 3:06     |  |
| 3.        | «Playhouse»               |                                | 5:30     |  |
| 4.        | «Days Like This»          |                                | 3:02     |  |
| 5.        | «Muleskinner Blues»       | Jimmie Rodgers, Georgie Vaughn | 5:49     |  |
| 6.        | «In The Midnight»         |                                | 5:24     |  |
| 7.        | «Bright Side of the Road» |                                | 4:29     |  |
| 8.        | «Don't You Make Me High»  | Daniel Barker, Ken Harris      | 3:05     |  |
| 9.        | «Cleaning Windows»        |                                | 4:37     |  |
| 10.       | «I Can't Stop Loving You» | Don Gibson                     | 5:32     |  |

| Disco dos |                                                                                           |                                        |          |  |
| N.º       | Título                                                                                    | Escritor(es)                           | Duración |  |
| 1.        | «Real Real Gone»/«You Send Me»                                                            | Van Morrison/Sam Cooke                 | 5:36     |  |
| 2.        | «Saint James Infirmary»                                                                   | Tradicional                            | 5:28     |  |
| 3.        | «Moondance»                                                                               |                                        | 6:20     |  |
| 4.        | «It's All in the Game»/«You Know What They're Writing About»/«Make It Real One More Time» | Charles Dawes/Carl Sigman/Van Morrison | 7:21     |  |
| 5.        | «Precious Time»                                                                           |                                        | 3:52     |  |
| 6.        | «Don't Start Crying Now»/«Custard Pie»                                                    | James Moore, Jerry West/Sonny Terry    | 5:23     |  |
| 7.        | «Wild Night»                                                                              |                                        | 4:18     |  |
| 8.        | «Brown Eyed Girl»                                                                         |                                        | 4:21     |  |
| 9.        | «Gloria»                                                                                  |                                        | 8:46     |  |

## Personal
- Van Morrison: voz, saxofón alto, guitarra acústica y armónica.
- Tony Fitzgibbon: violín
- John Allair: órgano Hammond
- Ned Edwards: guitarra eléctrica
- John Platania: guitarra eléctrica
- Cindy Cashdollar: pedal steel y dobro.
- David Hayes: bajo
- Neal Wilkinson: batería
- Crawford Bell: guitarra acústica, trompeta y coros.
- Karen Hammill: coros
- Janeen Daly: coros